# Viking Sky
Die Viking Sky ist ein Kreuzfahrtschiff der Reederei Viking Ocean Cruises, das im Jahr 2017 in Dienst gestellt wurde.

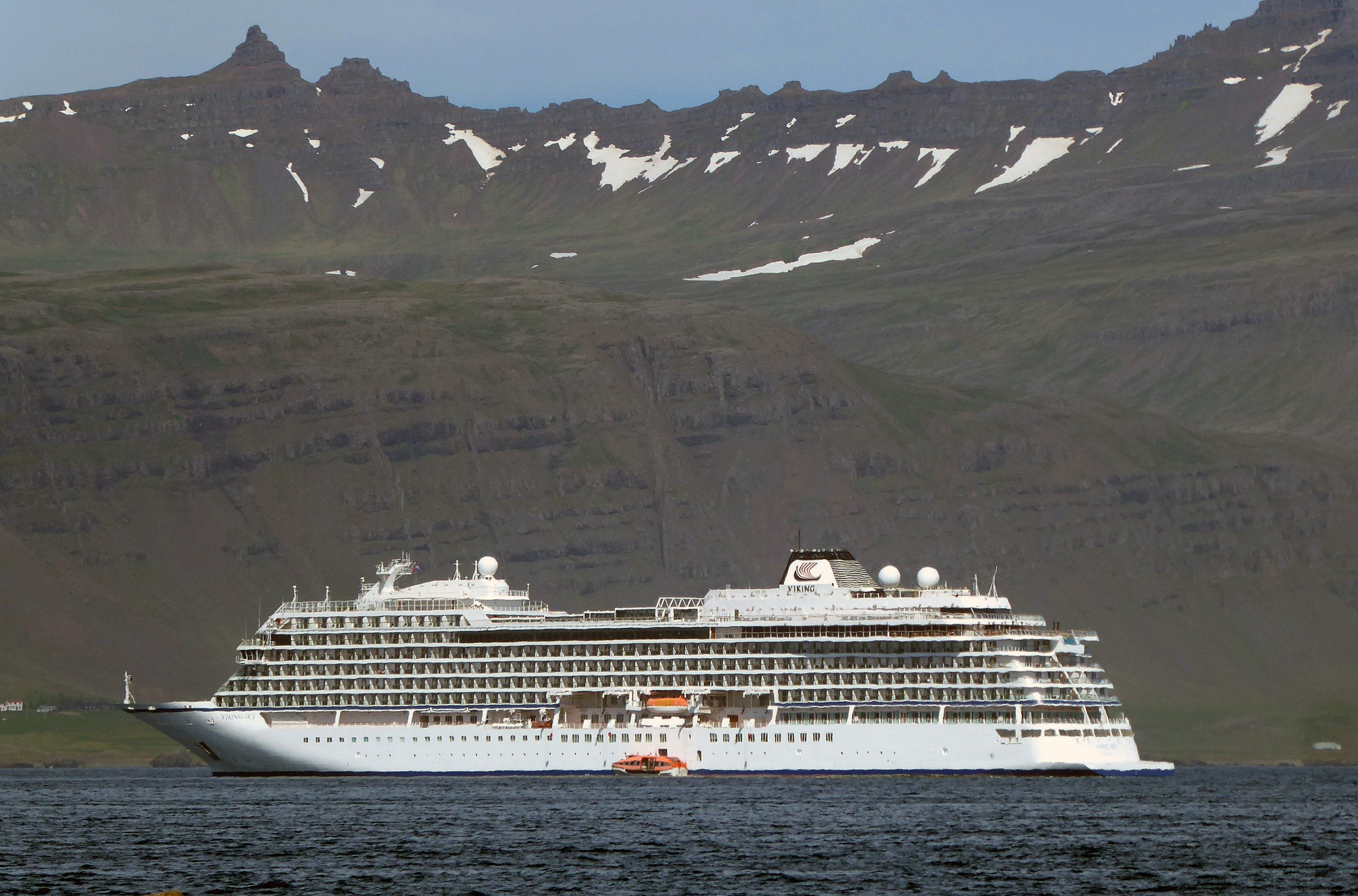
Viking Sky 2021 vor Island

## Geschichte

### Bau und Indienststellung
Im April 2012 vereinbarten Fincantieri und Viking Ocean Cruises eine Absichtserklärung über den Bau zweier Schiffe mit Ablieferung Ende 2014 und Ende 2015. Das Schiff wurde im Juli 2012 gemeinsam mit der Viking Star mit Ablieferung Anfang 2016 bestellt und sollte unter dem Namen Viking Sea in Fahrt kommen. Im Mai 2015 wurden Verzögerungen bekannt, die unter anderem auf Verzögerungen an der gleichzeitig in Bau befindlichen Koningsdam zurückzuführen waren. Deshalb wurde entschieden, das Schiff als Viking Sky fertigzustellen.
Zunächst wurde der Rumpf des Schiffes in Marghera gebaut und nach Ancona überführt.
Das Schiff wurde am 23. März 2016 ausgedockt und am 26. Januar 2017 abgeliefert. Am 22. Juni 2017 wurde es in Tromsø von Marit Barstad, der Schwester von Torstein Hagen, Gründer und Vorsitzender der Geschäftsführung von der US-amerikanischen Kreuzfahrtreederei Viking Ocean Cruises, auf den Namen Viking Sky getauft.

### Havarie am 23. März 2019
Am 23. März 2019 befand sich das Schiff mit 1.373 Menschen an Bord (915 Passagiere, 458 Besatzungsmitglieder) vor der norwegischen Westküste auf dem Weg zwischen Tromsø in Nordnorwegen und Stavanger in Südnorwegen, wo es in einen Sturm geriet. Die Windstärke betrug nach Angaben des norwegischen meteorologischen Instituts teilweise bis Windstärke 9, die Wellen waren bis zu acht Meter hoch. Querab von Hustadvika zwischen Kristiansund und Molde fielen gegen 14:00 Uhr die Antriebsmotoren aus. Das Schiff befand sich nicht weit von der Küste entfernt und begann, auf sie zuzutreiben. Daraufhin wurde ein Notsignal abgesetzt. Kurz vor der Küste gelang es, das Schiff zu ankern.
Rettungskräfte machten sich mit Schleppern, Rettungshubschraubern und Rettungsbooten auf den Weg zur Unglücksstelle. Die schlechten Wetterbedingungen erschwerten das Abschleppen des Schiffes und auch die Rettung der Passagiere, die aus dem Vereinigten Königreich, den Vereinigten Staaten und vierzehn weiteren Staaten kamen. Nach Angaben der Polizei zählten auch zwei Frauen mit deutscher Staatsangehörigkeit zu den Passagieren.
Um beim laufenden Rettungseinsatz zu helfen, hatte sich nach dem Notruf auch das Frachtschiff Hagland Captain auf den Weg zur verunglückten Viking Sky gemacht. Bevor die Hagland Captain die Viking Sky erreichte, fiel ihr Motor ebenfalls aus. Zwei der Rettungshubschrauber, die sich auf dem Wege zur Viking Sky befanden, wurden daraufhin zur Hagland Captain umgeleitet und evakuierten die neun Besatzungsmitglieder dieses Schiffes.
Mit Hilfe der Hubschrauber wurden Passagiere abgeborgen und zum Festland geflogen. Dies gestaltete sich aufgrund des Sturms und der Schiffbewegungen als sehr schwierig und langandauernd. Die Passagiere wurden einzeln vom Oberdeck des Schiffes in den über dem Schiff schwebenden Hubschrauber hochgewinscht. Dazu kam die begrenzte Kapazität der Hubschrauber, obwohl Verstärkung aus Dänemark entsandt worden war. Am nächsten Morgen um 08:00 Uhr waren etwa 400 der knapp 1.400 Personen vom Schiff evakuiert worden. Nach der Rettung von rund 460 Personen wurde die Evakuierung per Helikopter beendet. Siebzehn der Geretteten wurden ins Krankenhaus gebracht, drei von ihnen waren schwer verletzt.
Noch am Abend des 23. März war berichtet worden, dass eine von vier Antriebsmaschinen der Viking Sky gestartet werden konnte.
Am nächsten Morgen hatten sich auch die Wetterbedingungen verbessert. Mittags wurde gemeldet, dass drei von vier Motoren wieder arbeiten und dass das Schiff aus eigener Kraft die Fahrt fortsetze. Zur Sicherheit wurde es von Schleppern begleitet. Am Nachmittag traf das Schiff in Molde ein.
Die folgende Reise wurde abgesagt. Das Schiff wurde bis zum 3. April 2019 in Kristiansund repariert.
Als Ursache für den Motorenausfall gab die norwegische Seefahrtsbehörde an, dass aufgrund des starken Seegangs die Schmierölpumpen versagt hätten und die Motoren daraufhin wegen des zu niedrigen Öldrucks automatisch abgeschaltet worden seien. In einem Zwischenbericht vom November 2019 stellte die Untersuchungsbehörde fest, dass die Schmieröltanks lediglich zu 28–40 % gefüllt waren und nicht, wie vom Hersteller (MAN) empfohlen, zu 68–75 %.